# Rathaus (Eibelstadt)

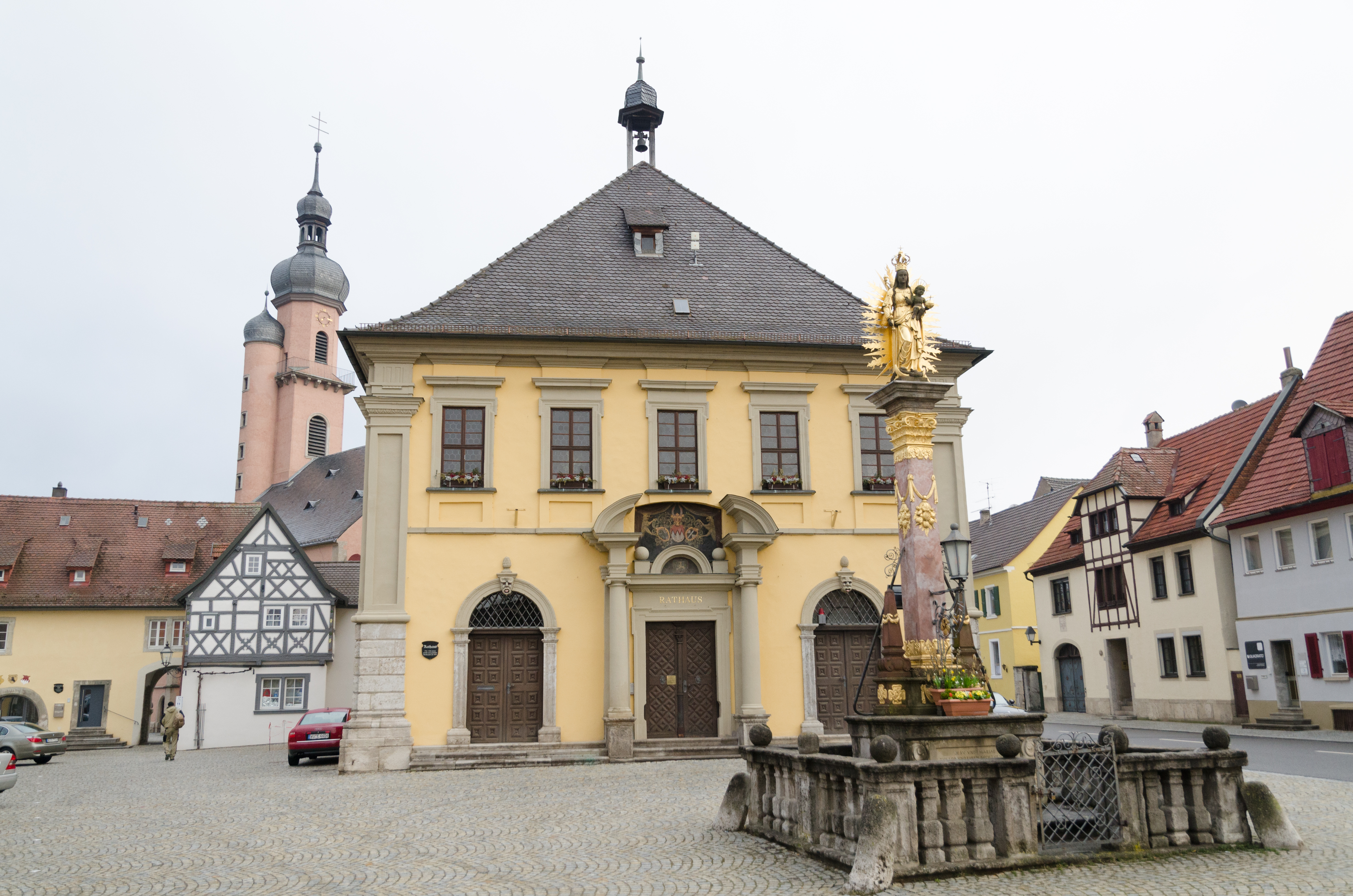
Rathaus in Eibelstadt

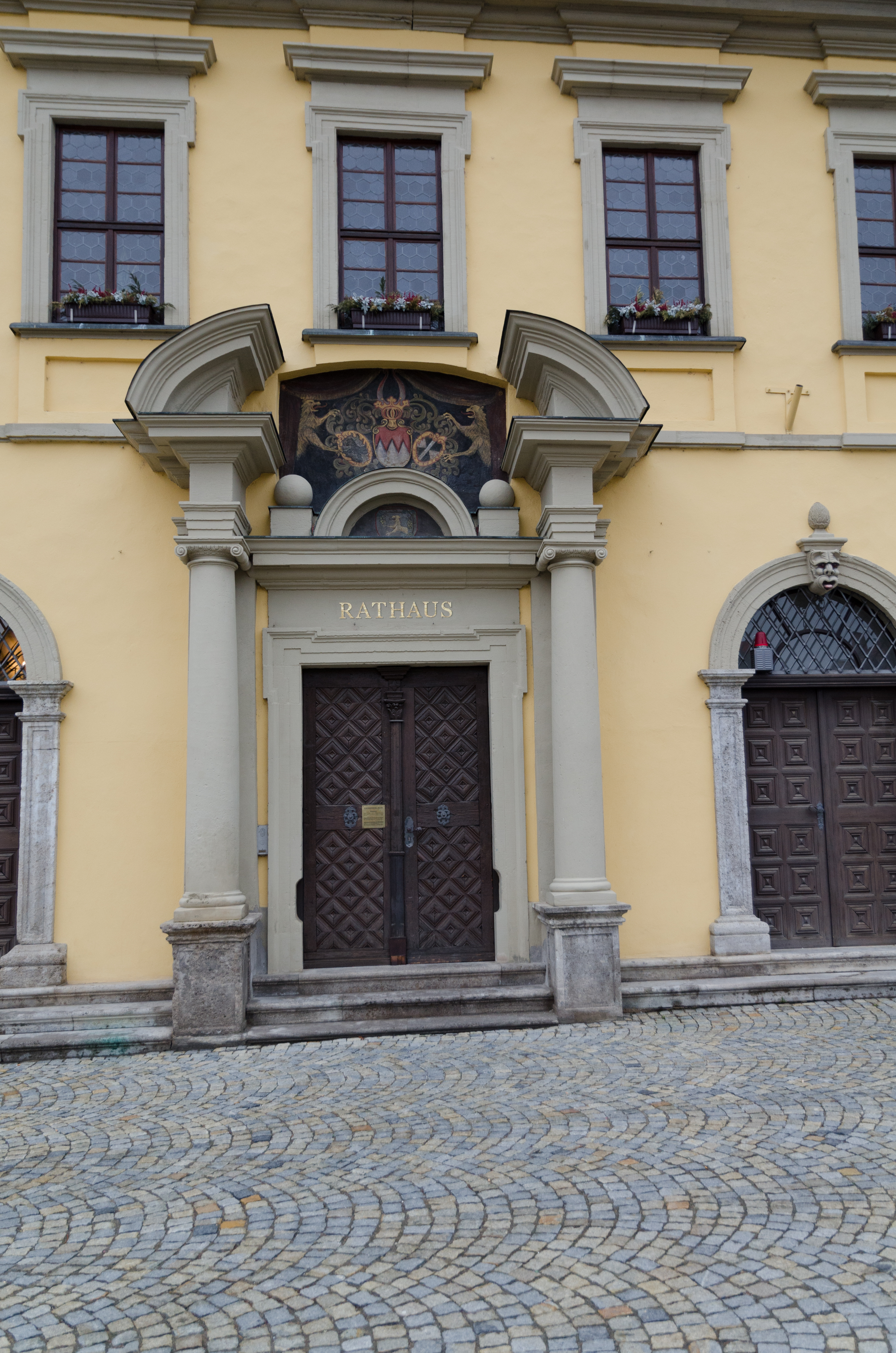
Portal

Das Rathaus in Eibelstadt, einer Stadt im unterfränkischen Landkreis Würzburg (Bayern), wurde von 1706 bis 1708 errichtet. Das am Marktplatz 2 gelegene Rathaus ist als geschütztes Baudenkmal eingetragen.

## Beschreibung
Das den Marktplatz beherrschende, zweigeschossige Rathaus wurde nach Plänen des Hochfürstlich Würzburgischen Stadt- und Landbaumeisters Joseph Greissing in den Jahren von 1706 bis 1708 durch überwiegend einheimische Handwerker errichtet. Dabei geschieht Greissings Berufung auf den bereits 1705 geäußerten ausdrücklichen Wunsch der ortsansässigen Handwerksmeister, denn eigentlich wäre aufgrund der Herrschaftsverhältnisse – Eibelstadt unterstand dem Würzburger Domkapitel – der Baumeister des Domkapitels, Georg Bayer, zuständig gewesen. Der stattliche spätbarocke Walmdachbau mit fünf zu neun Fensterachsen wird im Erdgeschoss durch Arkaden aufgelockert, deren Scheitelsteine mit ausdrucksstarken Masken oder Fratzen geschmückt sind. Repräsentativ ist auch das von einem gesprengten Giebel bekrönte Hauptportal gestaltet, in dem sich das Wappen des seinerzeitigen Fürstbischofs Johann Philipp II. von Greiffenclau zu Vollraths befindet.